# Alberto Lume
José Alberto Nascimento Gomes Lume (Ilha da Madeira, 6 de Fevereiro de 1944) é um pintor e artista português, ativo em São Paulo, que assina suas obras como Lume.
É um artista também preocupado em atravessar todos os caminhos possíveis da arte e que tem para si um conceito pessoal de beleza que se funde à ideia de imaginar, reinventar e criar novas formas de um modo todo seu, muito mais livre.
Ele se encontra em um universo onde a pintura representa, acima de tudo, uma evolução espiritual. Enfim, um talento capaz de renovar os temas, reestudar a cor e unir seus conhecimentos para transmitir em um quadro toda uma gama de emoções.
O fotógrafo publicitário René declara: Cada cena criada por ele nos leva ao íntimo do sentimento de sua alma, sem que nenhum processo de articulação secundária seja necessário. O lirismo de sua obra nos traz para os olhos uma cena poética que nos deixa gratificados.[carece de fontes?]
E o colecionador Raul A. A. da Silveira comenta: No seu estilo há toda uma gama que vai desde o quase abstrato até o acadêmico. Nos seus temas fundem-se a singeleza, o bucólico e a ingenuidade das expressões, com uma leve nota de sensualidade natural e que é - contrariamente ao usual - bonita para os olhos e profundamente repousante para o espírito. Os pontos de equilíbrio entre as cores, os temas e os personagens denotam uma sensibilidade incomum neste pintor que toca profundamente o apreciador ou possuidor de seus quadros e isto eu considero altamente gratificante e raro.[carece de fontes?]

## Exposições individuais
- Galeria Beth Barreto (1987)
- Galeria Via Dell'Arte - São Paulo (1991)